# 随机偏微分方程
随机偏微分方程（英文：Stochastic partial differential equation，SPDE）为偏微分方程引入了随机项和随机系数，类似于随机微分方程之于常微分方程。随机微分方程在量子场论、统计力学、金融数学中有着广泛的应用。

## 示例
最常见的SPDE之一是随机热传导方程 ，形式上可以写作
{\displaystyle \partial _{t}u=\Delta u+\xi \;,}
其中{\displaystyle \Delta }是拉普拉斯算子，{\displaystyle \xi }表示时空白噪声。其他例子还有知名方程的随机版本，如波动方程和薛定谔方程。

## 讨论
一个困难是缺乏正规性。在一个空间维度中，随机热传导方程的解在空间上几乎只有1/2-赫尔德连续，在时间上则只有1/4-赫尔德连续。对于二维及更高维度，解甚至不是函数值，但可以理解为随机分布。
对于线性方程，通常可以通过半群手段找到温和解（mild solution）。
然而，当考虑非线性方程时，问题就开始出现了。例如
{\displaystyle \partial _{t}u=\Delta u+P(u)+\xi ,}
其中{\displaystyle P}是多项式。在这种情况下，我们甚至不知道该如何理解这个方程。这样的方程在多维情形下也不会有数值解，因此也没有点。众所周知，分布空间没有积结构。这是此类理论的核心问题。这就需要某种形式的重整化。
为规避某些特定方程的此类问题，早期的尝试是所谓的“普拉托-德布斯切技巧”（da Prato–Debussche trick），即把此类非线性方程作为线性方程的扰动来研究。然而，这只能在非常受限的环境中使用，因为它既取决于非线性因子，也取决于驱动噪声项的正规性。近年来，这一领域急剧扩大，现在已有大型机制可以保证各种亚临界SPDE的局部存在性。

## 阅读更多
- Bain, A.; Crisan, D. . Stochastic Modelling and Applied Probability 60. New York: Springer. 2009. ISBN 978-0387768953.
- Holden, H.; Øksendal, B.; Ubøe, J.; Zhang, T. . Universitext 2nd. New York: Springer. 2010. ISBN 978-0-387-89487-4. doi:10.1007/978-0-387-89488-1.
- Lindgren, F.; Rue, H.; Lindström, J. . Journal of the Royal Statistical Society Series B: Statistical Methodology. 2011, 73 (4): 423–498  [2023-10-29]. ISSN 1369-7412. doi:10.1111/j.1467-9868.2011.00777.x. hdl:20.500.11820/1084d335-e5b4-4867-9245-ec9c4f6f4645 . （原始内容存档于2024-04-27）.
- Xiu, D. . Princeton University Press. 2010. ISBN 978-0-691-14212-8.